# Distrito de Jičín
El distrito de Jičín es uno de los cinco distritos que forman la región de Hradec Králové, República Checa, con una población estimada a principio del año 2018 de 79 362 habitantes.
Se encuentra ubicado al norte del país, al noreste de Praga, cerca de la frontera con Polonia. Su capital es la ciudad de Jičín.

## Localidades (población año 2018)
- Bačalky 156
- Bašnice 204
- Běchary 292
- Bílsko u Hořic 114
- Boháňka 230
- Borek 104
- Brada-Rybníček 147
- Březina 115
- Bříšťany 249
- Budčeves 148
- Bukvice 162
- Butoves 294
- Bystřice 332
- Cerekvice nad Bystřicí 782
- Červená Třemešná 155
- Češov 224
- Cholenice 224
- Chomutice 653
- Choteč 205
- Chyjice 166
- Dětenice 732
- Dílce 55
- Dobrá Voda u Hořic 584
- Dolní Lochov 47
- Dřevěnice 236
- Holín587
- Holovousy 520
- Hořice 8637
- Jeřice 389
- Jičín 16 480
- Jičíněves 586
- Jinolice 192
- Kacákova Lhota 158
- Kbelnice 208
- Kněžnice 265
- Konecchlumí 387
- Kopidlno 2131
- Kostelec 36
- Kovač 134
- Kozojedy 194
- Kyje 53
- Lázně Bělohrad 3685
- Libáň 1730
- Libošovice 508
- Libuň 816
- Lískovice 225
- Lukavec u Hořic 292
- Lužany 590
- Markvartice 479
- Miletín 912
- Milovice u Hořic 297
- Mladějov 508
- Mlázovice 553
- Nemyčeves 335
- Nevratice 161
- Nová Paka 9128
- Ohařice 64
- Ohaveč 89
- Osek 226
- Ostroměř 1365
- Ostružno 97
- Pecka 1279
- Petrovičky 47
- Podhorní Újezd a Vojice 646
- Podhradí 446
- Podůlší 258
- Radim 440
- Rašín 93
- Rohoznice 323
- Rokytňany 111
- Samšina 257
- Šárovcova Lhota 202
- Sběř 257
- Sedliště 103
- Sekeřice 115
- Slatiny 535
- Slavhostice 130
- Sobčice 298
- Soběraz 98
- Sobotka 2407
- Stará Paka 2069
- Staré Hrady 187
- Staré Místo 305
- Staré Smrkovice 267
- Střevač 291
- Sukorady 208
- Svatojanský Újezd 98
- Tetín 162
- Třebnouševes 288
- Třtěnice 348
- Tuř 184
- Úbislavice 432
- Údrnice 289
- Úhlejov 150
- Újezd pod Troskami 336
- Úlibice 300
- Valdice 1,392
- Veliš 202
- Vidochov 386
- Vitiněves 344
- Volanice 219
- Vrbice 139
- Vřesník 86
- Vršce 227
- Vysoké Veselí 868
- Zámostí-Blata 119
- Zelenecká Lhota146
- Železnice 1285
- Žeretice 267
- Židovice 123
- Žlunice 243